# Państwowa Agencja Radiokomunikacyjna
Państwowa Agencja Radiokomunikacyjna (PAR) – powstała w dniu 1 stycznia 1991 na podstawie ustawy z dnia 23 listopada 1990 roku o łączności (Dz. U. Nr 86 poz. 504 z dnia 15 grudnia 1990 roku) jako następczyni PIR.
PAR była bezpośrednio podległą agendą Ministerstwa Łączności.
Do jej zadań należało zarządzanie widmem częstotliwości radiowych na terenie kraju. Ponadto kontrolowała ona stan urządzeń radiokomunikacyjnych poprzez udzielanie odpowiednich homologacji oraz nadzorowała zgodność użytkowania pasm pod względem zgodności z zezwoleniami na wykorzystanie przydzielonych częstotliwości.
Zarząd główny PAR mieścił się w Warszawie przy ulicy Kasprzaka 18/20.
System administracyjny opierał się na jednostkach terenowych, specyficznych dla każdego z województw, i podległych centrali.
W skład PAR-u wchodziło kilka działów; między innymi:
1. Departament Koordynacji Wykorzystania Częstotliwości
2. Departament Polityki Rozwoju Służb Radiokomunikacyjnych
3. Departament Radiofonii i Telewizji
4. Departament Standaryzacji Badań Technicznych i Inspekcji
5. Departament Służby Kontroli Emisji

1 stycznia 2001 r. PAR została włączona w struktury Urzędu Regulacji Telekomunikacji.